# Бранислав Шошкић
Бранислав Шошкић (Гусиње, 19. новембар 1922 — Београд, 4. април 2022) био је југословенски, српски и црногорски економиста, учесник Народноослободилачке борбе и друштвено-политички радник СФР Југославије и СР Црне Горе.

## Биографија
Рођен је 19. новембра 1922. године у Гусињу. Народноослободилачком покрету (НОП) приступио је 1941. године.
Дипломирао је 1951. године на Економском факултету у Београду и 1954. одбранио докторску дисертацију „Теорија вредности Смита и Рикарда — упоредна анализа“. Биран је за асистента (1951), доцента (1954), ванредног професора (1960) и редоног професора (1965) на истом факултету.
Био је на научном усавршавању на универзитетима у Уједињеном Краљевству (Сент Андрјус у Кембриџу) и у САД (Харвард и Калифорнија).
Био је декан Економског факултета од школске године 1964. до 1968.
Биран је за посланика Савезне скупштине Југославије од 1965. до 1969, а од 1969. био је председник Одбора за образовање Просветнокултурног већа Савезне скупштине и председник Републичке заједнице образовања. Био је директор Институа за Економска истраживања у Београду и члан Економског савета СР Србије и многих других научних и друштвених институција.
Био је председник Председништва СР Црне Горе од 6. маја 1985. до 6. маја 1986. године.
Био је члан Европске академије наука и уметности и Црногорске академије наука и умјетности, чији је био председник од 1981. до 1985. године.
Добитник је награде АВНОЈ-а 1984. године.
Одликован је Медаљом за храброст, Орденом за храброст, Орденом заслуга за народ, Орденом Републике са сребрним вијенцем, Орденом рада са црвеном заставом, Орденом Републике са златним вијенцем, као и неким иностраним одликовањима.
Живео је у Београду, где је и преминуо 4. априла 2022. године.
Носилац је Партизанске споменице 1941. и више југословенских одликовања.

## Литерарни рад
Неки од радова које је објавио су:
- „Развој економске мисли“, 1965.
- „Расподела дохотка у тржишној привреди“, 1971.
- „Развој и основе савремене економске мисли“, 1986.
- „Економска мисао и савремени принципи“, 1995. и др.

Објавио је и већи број студија, чланака и критичких осврта у разним публикацијама у Југославији и иностранству.